# Kramgoa låtar 1995
Kramgoa låtar 1995 utkom på CD och kassettband 1995 och är ett studioalbum av det svenska dansbandet Vikingarna. Albumet sålde platina (över 100 000 exemplar) i Sverige, och platina (över 50 000 exemplar) i Norge. Sammanlagt i Skandinavien och Finland såldes det i över 190 000 exemplar.
Tre melodier från albumet gick in på Svensktoppen "I kväll" , "Vänd dig inte om" och "Sommar, sol och varma vindar" .
Med albumet kom bandet för första gången även in på den finländska albumlistan.

## Låtlista
1. I kväll
2. Vänd dig inte om
3. Om du vågar och vill
4. Crazy
5. Låt oss börja om (Save Your Heart for Me)
6. Sommar sol och varma vindar
7. Med varsam hand
8. Vägen hem
9. Kärleken förde oss samman
10. I Need Your Love Tonight
11. Bilder av dig (Crocodile Shoes)
12. Du är livet
13. Take Your Time

## Listplaceringar
| Lista (1995-1996) | Topplacering |
| ----------------- | ------------ |
| Finland           | 31           |
| Norge             | 20           |
| Sverige           | 3            |